# 嗜睡症
嗜睡症是一种因睡眠时间过长或过度嗜睡而导致的神经系统疾病。它可能有许多可能的原因（例如季节性情感障碍），并可能导致痛苦和功能问题。在《精神疾病诊断与统计手册》第五版（DSM-5）中，嗜睡症（有多种亚型）出现在睡眠-觉醒障碍中。
嗜睡症是一种病理状态，其特征是白天清醒时缺乏警觉性。不要将其与疲劳相混淆，疲劳是一种正常的生理状态。白天嗜睡最常见于不需要互动的情况下。
由于嗜睡会损害患者的注意力水準（觉醒），因此生活品質也可能受到影响。对于那些工作需要高度关注的人来说尤其如此，例如在医疗保健领域。

## 症状
嗜睡症的主要症状是白天过度嗜睡（EDS），或夜间睡眠时间延长，这种症状在诊断前已发生至少 3 个月。
睡眠醉酒也是嗜睡症患者的一种症状。从睡眠过渡到清醒是很困难的。经历过睡眠醉酒的人表示，醒来时会感到困惑、迷失方向、行动迟缓，并且反复入睡。 
它也出现在非睡眠过度的人身上，例如在夜间睡眠不足后。疲劳和饮酒或安眠药也会导致睡眠醉酒。它还与烦躁有关：睡前不久生气的人往往会经历睡眠醉酒。
根据美国睡眠医学会的数据，嗜睡症患者经常在白天进行长时间的小睡，但这种小睡大多不会让人精神焕发。 研究人员发现，与对照组相比，患者的小睡通常更频繁、时间更长。此外，75% 的患者表示，与对照组相比，短暂的小睡并不能让人精神焕发。

## 诊断
“白天嗜睡的严重程度需要通过主观量表（至少是Epworth 嗜睡量表）和客观测试（例如多次睡眠潜伏期测试(MSLT)）来量化。”斯坦福嗜睡量表(SSS) 是另一种常用的主观嗜睡测量方法。在确定存在白天过度嗜睡后，应进行全面的体检并在鉴别诊断中对潜在疾病进行全面评估（这可能是乏味、昂贵且耗时的）。

### 鉴别诊断
嗜睡症可以是原发性的（中枢/大脑起源的，原发性嗜睡症），也可以是继发于多种医疗状况的任何一种（继发性嗜睡症）。一名患者可能同时存在不止一种类型的嗜睡症。即使存在已知的嗜睡原因，也需要评估该原因对白天过度嗜睡的抱怨的影响。当已知病症的特定治疗不能完全抑制白天过度嗜睡时，应寻找嗜睡的其他原因。例如，如果患有睡眠呼吸暂停的患者接受CPAP（持续气道正压通气）治疗，可以解决呼吸暂停问题，但不能解决白天过度嗜睡的问题，则有必要寻找白天过度嗜睡的其他原因。阻塞性睡眠呼吸暂停“在发作性睡病中经常发生，可能会使发作性睡病的诊断延迟数年，并干扰其适当的治疗。”
继发性嗜睡症可能是因为脑部的伤害或重性抑郁障碍、尿毒症及纤维性肌炎等疾病所造成的，另外也可能是睡眠呼吸中止症、睡眠脚动症和周期性肢动症等睡眠障碍的一种症状。此外，在服用某些药物（如治疗抑郁症、焦虑或躁郁症的一些精神药物）、中止服用某些药物或毒品，或是酒精滥用等，也有可能出现嗜睡症这类的副作用。遗传体质、传染性单核细胞增多症可能也有关系。

#### 原发性嗜睡症
真正的原发性睡眠过度一般包括：
- 发作性睡病（伴或不伴猝倒）
- 特发性嗜睡症
- 复发性嗜睡症（如克莱恩-莱文综合征）

还有几种遗传性疾病可能与原发性/中枢性睡眠过度有关。这些包括：普瑞德-威利综合征；诺里病；尼曼-匹克病，C 型；和强直性肌营养不良。然而，这些综合征中的嗜睡也可能与其他继发原因相关，因此完成全面评估非常重要。强直性肌营养不良通常与 SOREMP（睡眠开始的快速眼动期，例如发生在发作性睡病中）相关。
有许多神经系统疾病可能类似于原发性嗜睡症、发作性睡病和特发性嗜睡症：脑肿瘤；诱发中风的病变；以及丘脑、下丘脑或脑干的功能障碍。此外，阿尔茨海默病、帕金森病或多系统萎缩等神经退行性疾病通常与原发性睡眠过度有关。然而，在这些情况下，仍然必须排除其他次要原因。
早期脑积水还会导致严重的白天过度嗜睡。此外，头部创伤可能与原发性/中枢性嗜睡有关，并且在创伤后 6-18 个月内可能会出现与特发性嗜睡类似的症状。然而，头痛、记忆力减退和注意力不集中等相关症状在头部外伤中可能比在特发性嗜睡中更常见。 “也有报道称，先前无症状的个体在头部受伤后可能会出现继发性嗜睡症。”
在某些情况下，嗜睡可能是由脑损伤引起的。研究人员发现，困倦程度与受伤的严重程度相关。即使患者报告病情有所改善，但约四分之一的脑外伤患者仍会嗜睡一年。

#### 继发性嗜睡症
睡眠过多可能继发于临床抑郁症、多发性硬化症、脑炎、癫痫或肥胖等疾病。 嗜睡也可能是其他睡眠障碍的症状，例如睡眠呼吸暂停。 它可能是由于服用某些药物、戒断某些药物或滥用药物而产生的不良反应。 遗传倾向也可能是一个因素。 在某些情况下，它是由身体问题引起的，例如肿瘤、头部外伤或自主神经或中枢神经系统功能障碍。 
睡眠呼吸暂停是继发性嗜睡的第二常见原因，影响高达 4% 的中年成年人，其中大多数是男性。上气道阻力综合征(UARS) 是睡眠呼吸暂停的一种临床变体，也可能导致睡眠过多。 正如其他睡眠障碍（如发作性睡病）可以与睡眠呼吸暂停共存一样，UARS 也是如此。有许多 UARS 病例在 CPAP 治疗后持续出现白天过度嗜睡，这表明存在嗜睡的其他原因或多个原因，需要进一步评估。 
睡眠运动障碍，例如不宁腿综合征（RLS）和周期性肢体运动障碍（PLMD 或 PLMS）也可能导致继发性睡眠过度。尽管 RLS 通常会导致白天过度嗜睡，但 PLMS 却不会。没有证据表明 PLMS 在“日间嗜睡的病因学中发挥作用”。事实上，两项研究表明 PLMS 与日间过度嗜睡的客观测量之间没有相关性。此外，这些患者的 EDS 最好用精神兴奋剂治疗，而不是用精神兴奋剂治疗。与已知可抑制 PLMS 的多巴胺能药物一起使用。” 
神经肌肉疾病和脊髓疾病常常会因呼吸功能障碍导致睡眠呼吸暂停而导致睡眠障碍，也可能导致与疼痛相关的失眠。 “随着多导睡眠图的广泛使用，还发现了其他睡眠改变，例如脊髓疾病患者的周期性肢体运动障碍。”
糖尿病、肝性脑病和肢端肥大症引起的原发性嗜睡很少有报道，但这些疾病也可能与继发于睡眠呼吸暂停和周期性肢体运动障碍(PLMD) 的嗜睡有关。
慢性疲劳综合症和纤维肌痛也可能与睡眠过多有关。慢性疲劳综合症“的特点是持续性或复发性疲劳，这种疲劳无法通过睡眠或休息得到缓解。多导睡眠图显示睡眠效率降低，并且可能包括阿尔法侵入睡眠脑电图。许多被标记为慢性疲劳综合症的病例很可能是未被识别的病例上气道阻力综合征” 或其他睡眠障碍，如发作性睡病、睡眠呼吸暂停、PLMD等。
与慢性疲劳综合征一样，纤维肌痛可能与NREM睡眠期间的异常 α 波活动（通常与觉醒状态相关）有关。此外，研究人员还发现，年轻健康受试者的第四阶段睡眠持续受到干扰会导致肌肉压痛显着增加，类似于“神经衰弱肌肉骨骼疼痛综合征”所经历的情况。当受试者能够恢复正常的睡眠模式时，这种疼痛就会消失。慢性肾脏病通常与睡眠症状和白天过度嗜睡有关。 80% 的透析患者有睡眠障碍。尿毒症患者出现睡眠呼吸暂停的频率是一般人群的 10 倍，并且可能影响高达 30-80% 的透析患者，尽管夜间透析可以改善这一情况。大约50%的透析患者患有嗜睡症，因为严重的肾脏疾病会导致尿毒症脑病、诱导睡眠的细胞因子增加以及睡眠效率受损。大约 70% 的透析患者受到失眠的影响，RLS 和 PLMD 影响 30%，尽管这些情况在透析或肾移植后可能会有所改善。
大多数形式的癌症及其治疗都会导致疲劳和睡眠障碍，影响 25-99% 的患者，并且通常在治疗完成后持续数年。 “失眠很常见，是癌症患者疲劳的预测因素，多导睡眠图显示睡眠效率降低、初始睡眠潜伏期延长以及夜间醒来时间增加。”副肿瘤综合征还可引起失眠、嗜睡和异态睡眠。
自身免疫性疾病，尤其是狼疮和类风湿性关节炎，通常与睡眠过多有关。莫文氏综合症是一种罕见的自身免疫性疾病，也可能导致睡眠过度。乳糜泻是另一种与睡眠质量差（可能导致嗜睡）相关的自身免疫性疾病，“不仅在诊断时如此，在无麸质饮食治疗期间也如此”。也有一些乳糜泻中枢性嗜睡的病例报告。不宁腿综合症“已被证明在乳糜泻中很常见”，可能是由于其与缺铁有关。 
甲状腺功能减退症和铁缺乏伴或不伴（缺铁性贫血）也可引起继发性嗜睡。对这些疾病进行了各种测试，以便可以治疗它们。嗜睡症也可能在病毒感染（例如惠普尔氏病、单核细胞增多症、艾滋病毒和吉兰-巴利综合征）后几个月内出现。 
在继发性睡眠过度的鉴别诊断中必须考虑行为引起的睡眠不足综合征。这种疾病发生在至少三个月睡眠不足的人身上。在这种情况下，患者患有慢性睡眠不足，尽管他们不一定意识到这一点。由于现代对个人的要求和期望，这种情况在西方社会变得越来越普遍。
许多药物可导致继发性嗜睡。因此，应仔细检查患者的完整药物清单是否有嗜睡或疲劳等副作用。在这些情况下，需要小心地停用可能有害的药物；然后，可以进行药物替代。
情绪障碍，如抑郁症、焦虑症和双相情感障碍，也可能与嗜睡有关。在这些情况下，白天过度嗜睡的抱怨通常与夜间睡眠不佳有关。 “从这个意义上说，失眠和 EDS 经常相关，尤其是在抑郁症的情况下。”情绪障碍中的嗜睡似乎主要与“抑郁状态下固有的缺乏兴趣和能量减少有关，而不是与睡眠或快速眼动睡眠倾向的增加有关”。在所有患有这些情绪障碍的病例中，MSLT 都是正常的（不会太短，也没有 SOREMP）。

#### 反复性嗜睡（也分为原发性嗜睡跟继发性嗜睡）
反复性嗜睡是指持续数天至数周的数次嗜睡症发作。这些发作可能相隔数周或数月发生。反复性嗜睡分为中枢性跟非中枢性嗜睡，有两种主要亚型：克莱恩-莱文综合征（中枢复发性嗜睡症）和月经相关性嗜睡症（非中枢反复性嗜睡，以上分类中归为继发性嗜睡）。
克莱恩-莱文综合征的特征是嗜睡发作与行为、认知和情绪异常相关。行为障碍可能包括食欲亢进、易怒或性抑制解除。认知障碍包括意识混乱、幻觉或妄想。情绪症状的特点是焦虑或抑郁。
月经相关的嗜睡症的特点是与月经周期相关的过度嗜睡发作。研究人员发现，经前症状的程度与白天的嗜睡程度相关。与克莱恩-莱文综合征不同的是，月经相关的嗜睡症患者没有吞咽过多和性欲亢进的报告，但可能存在吞咽不足。通常，这些症状出现在月经前两周。 一些研究证明，催乳素和黄体酮等激素可能是导致月经相关性睡眠过度的原因。因此，不同的避孕药可以改善症状。睡眠结构发生变化。慢波睡眠减少，慢 Theta 波活动增加。

## 治疗
尽管慢性嗜睡症尚无治愈方法，但有几种治疗方法可以改善患者的生活质量，具体取决于诊断出的嗜睡症的具体原因。 
由于失眠的原因尚不清楚，因此只能治疗症状，而不能直接治疗这种疾病的原因。 行为治疗以及睡眠卫生必须与患者讨论并推荐。
已经为睡眠过度患者开出几种药物，但很少发现有效。 莫达非尼已被发现是对抗过度嗜睡最有效的药物，甚至被证明对睡眠过度的儿童有帮助。 剂量从100开始 每天1毫克，然后慢慢增加到400 毫克每天。 
一般来说，嗜睡或过度嗜睡的患者只应在睡觉或进行性活动时上床睡觉。 所有其他活动，例如吃饭或看电视，都应在其他地方进行。 对于这些患者来说，只有在感到疲倦时才上床睡觉，而不是试图睡上几个小时，这一点也很重要。 在这种情况下，他们可能应该起床阅读或看电视，直到他们感到困为止。 

## 流行病学
嗜睡症影响大约 5% 至 10% 的普通人群，   “由于睡眠呼吸暂停综合征，男性的患病率更高”。 